# Дровник, Владимир Михайлович
Владимир Михайлович Дровник (19 марта 1924, Орловский уезд, Орловская губерния — 14 апреля 1945, Взморье, Светловский городской округ) — гвардии младший сержант Рабоче-крестьянской Красной Армии, участник Великой Отечественной войны, Герой Советского Союза (1944).

## Биография
Владимир Дровник родился 19 апреля 1924 года в деревне Красная Рыбница (ныне — Свердловский район Орловской области) в крестьянской семье. Жил в селе Новогригоровка Генического района Херсонской области Украинской ССР, где окончил неполную среднюю школу и работал в колхозе. В начале войны попал в оккупацию. После освобождения от оккупации в октябре 1943 года Дровник был призван на службу в Рабоче-крестьянскую Красную Армию и направлен на фронт Великой Отечественной войны. Участвовал в битве за Днепр, боях в Крыму, освобождении Севастополя, Прибалтики. В боях два раза был ранен. К апрелю 1945 года гвардии младший сержант Владимир Дровник был пулемётчиком 262-го гвардейского стрелкового полка 87-й гвардейской стрелковой дивизии 43-й армии 3-го Белорусского фронта. Отличился во время боёв в Восточной Пруссии.
Во время одной из атак на позиции противника, когда рота залегла под пулемётным огнём, Дровник, добровольно вызвавшись, пробрался во фланг противника и атаковал его, уничтожил 15 немецких солдат и офицеров, а также пулемётную точку. 8 апреля 1945 года во время боёв на улицах Кёнигсберга Дровник установил свой пулемёт на чердаке дома и, подпустив противника на достаточно близкое расстояние, открыл по нему огонь, уничтожил 47 вражеских солдат и офицеров. После обнаружения своей позиции противником Дровник перебрался на новую и продолжил вести огонь. Когда его пулемёт вышел из строя, он продолжал сражаться, ведя огонь из автомата. В критический момент боя он поднял своих товарищей в атаку. В бою он также уничтожил 5 немецких огневых точек. 14 апреля 1945 года во время боя у посёлка Гросхайдекруг (ныне — Взморье Светловского городского округа Калининградской области) Дровник во время отражения немецкой контратаки подбил гранатами вражеский танк, а затем поднял своих товарищей в атаку, отбросив противника. В том бою Дровник погиб. Похоронен в братской могиле в посёлке Взморье.
Указом Президиума Верховного Совета СССР от 19 апреля 1945 года за «мужество, отвагу и героизм, проявленные в борьбе с немецкими захватчиками» гвардии младший сержант Владимир Дровник посмертно был удостоен высокого звания Героя Советского Союза. Также был награждён орденом Ленина и двумя медалями «За отвагу».
Бюст Дровника установлен в Геническе, в его честь названы улицы в Светлом, Геническе и Херсоне.